# Диррелл, Энтони
Энтони Диррелл (англ. Anthony Dirrell), род. 14 октября 1984, Флинт, Мичиган, США) — американский боксёр-профессионал, выступающий во второй средней весовой категории. Среди профессионалов бывший чемпион мира по версии WBC (2014—2015, 2019) во 2-м среднем весе.
Родной брат известного профессионального боксёра, Андре Диррелла.

## Профессиональная карьера
Энтони дебютировал на профессиональном ринге в январе 2005 года во второй средней весовой категории. До 2011 года проводил рейтинговые бои против откровенно слабой оппозиции.
В июле 2011 года завоевал первый титул. Интерконтинентального чемпиона по малопрестижной версии UBO.
2 декабря 2011 года нокаутировал возрастного канадского боксёра, Ренана Сент-Джюста, и завоевал статус обязательного претендента на титул чемпиона мира по версии WBC.
В мае 2012 года, Диррелл попал в аварию на мотоцикле и реабилитировался вплоть до 2013 года.
В июле 2013 года Диррелл нокаутировал в рейтинговом бою, американца, Энтони Хэншоу.
7 декабря 2013 года Диррелл встретился с действующим чемпионом мира по версии WBC, камерунцем, Сакио Бикой. Поединок не выявил победителя и была зафиксирована ничья.
16 августа 2014 года состоялся реванш с Сакио Бикой в котором Диррелл победил по очкам и стал новым чемпионом мира по версии WBC.
24 апреля 2015 года в Чикаго (штат Иллинойс, США) Энтони решением большинства судей проиграл по очкам (116—112, 115—113, 114—114) в бою со шведским боксёром Баду Джеком и потерял титул чемпиона мира по версии WBC.